# 명 받았습니다
《명 받았습니다》는 대한민국의 KBS 2TV에서 방송되었던 병영 예능 프로그램인데 남자 연예인 6~7명의 고정 멤버들이 국민들이 부르면 어디든 찾아가 대민지원, 봉사를 하겠다는 포부를 전했으나 회를 거듭할수록 매회 여자 연예인 혹은 아이돌스타를 출연시켜 게임하는데 급급했다는 지적을 사 시청률 부진의 늪에서 벗어나지 못하여 5개월 만에 막을 내렸다.

## 방송 회차

### 2011년
| 회차 | 방송일   | 방송 내용                                   | 시청률 |
| ---- | -------- | ------------------------------------------- | ------ |
| 1회  | 1월 1일  | 서울특별시 용산구 후암동 방문               | 5.1%   |
| 2회  | 1월 8일  | 서울특별시 관악구 은천동 방문               | 4.1%   |
| 3회  | 1월 15일 | 서울특별시 동작구 노량진동 방문             | 4.5%   |
| 4회  | 1월 22일 | 서울특별시 종로구 청운효자동 방문           | 3.5%   |
| 5회  | 1월 29일 | 서울특별시 중랑구 망우동 방문               | 2.7%   |
| 6회  | 2월 5일  | 서울특별시 성동구 마장동 방문               | 5.4%   |
| 7회  | 2월 12일 | KBS 예능부대 첫회                           | 5.3%   |
| 8회  | 2월 19일 | 김흥국, 김동완 출연                         | 4.6%   |
| 9회  | 2월 26일 | 남진, 김태우 출연                           | 5.7%   |
| 10회 | 3월 5일  | 이상용, 박휘순 출연                         | 6.2%   |
| 11회 | 3월 12일 | 김현욱, 전현무 출연                         | 5.9%   |
| 12회 | 3월 19일 | 한민관, 고영욱, 허경환, 김경진 출연         | 5.7%   |
| 13회 | 3월 26일 | 설운도, 박현빈 출연                         | 5.3%   |
| 14회 | 4월 2일  | 아이유 출연                                 | 4.8%   |
| 15회 | 4월 9일  | 남희석, 토니 안, 김광규 출연                | 4.5%   |
| 16회 | 4월 16일 | 김한국, 이상운, 이경래 출연                 | 5.0%   |
| 17회 | 4월 23일 | 박광현, 홍경민, 보라, 효린 출연             | 4.2%   |
| 18회 | 4월 30일 | 김영철, 박휘순, 효린, 보라 출연             | 4.9%   |
| 19회 | 5월 7일  | 창민, 진운, 정용화, 이정신 출연             | 2.9%   |
| 20회 | 5월 14일 | 루나, 설리, 브라이언 출연                   | 4.1%   |
| 21회 | 5월 21일 | 김재경, 고우리, NS 윤지, 정가은 출연        | 5.5%   |
| 22회 | 5월 28일 | 김현아, 권소현, 김재경, 고우리, 한민관 출연 | 4.9%   |